# Pseudopediasia
Pseudopediasia is een geslacht van vlinders van de familie grasmotten (Crambidae).

## Soorten
- P. amathusia Bleszynski, 1963
- P. calamellus Hampson, 1919
- P. diana Bleszynski, 1963